# Sphaerodactylus scapularis
Sphaerodactylus scapularis är en ödleart som beskrevs av  George Albert Boulenger 1902. Sphaerodactylus scapularis ingår i släktet Sphaerodactylus och familjen geckoödlor. IUCN kategoriserar arten globalt som sårbar. Inga underarter finns listade i Catalogue of Life.